# East City Giants 2022
Questa voce raccoglie le informazioni riguardanti gli East City Giants nelle competizioni ufficiali della stagione 2022.

## II-divisioona 2022

### Stagione regolare
| Myllypuro 6 giugno 2022, ore 18:00 1ª giornata | East City Giants | 49 – 0 | Hyvinkää Falcons |  |

| Helsinki 14 giugno 2022, ore 17:30 2ª giornata | Helsinki Wolverines Blue | 14 – 8 | East City Giants | Velodromo di Helsinki |

| Myllypuro 20 giugno 2022, ore 18:00 3ª giornata | East City Giants | 40 – 14 | Hämeenlinna Tigers |  |

| Turku 3 luglio 2022, ore 13:00 Anticipo 4ª giornata | Turku Trojans | 20 – 8 | East City Giants | Turun Urheilupuiston yläkenttä |

| Myllypuro 17 luglio 2022, ore 15:00 5ª giornata | East City Giants | 32 – 26 | Lappeenranta Razorbacks |  |

| Kuusankoski 24 luglio 2022, ore 12:00 6ª giornata | Kuusankoski Cowboys | 18 – 16 | East City Giants | Kuusankosken Pallokenttä |

### Playoff
| Oulu 7 agosto 2022, ore 12:30 Quarti di finale | Oulu Northern Lights | 27 – 18 | East City Giants | Castrenin urheilukeskus |

## Statistiche di squadra
| Competizione | %Vittorie | In casa | In casa | In casa | In casa | In casa | In casa | In trasferta | In trasferta | In trasferta | In trasferta | In trasferta | In trasferta | Totale | Totale | Totale | Totale | Totale | Totale |
| Competizione | %Vittorie | G       | V       | N       | P       | Pf      | Ps      | G            | V            | N            | P            | Pf           | Ps           | G      | V      | N      | P      | Pf     | Ps     |
| ------------ | --------- | ------- | ------- | ------- | ------- | ------- | ------- | ------------ | ------------ | ------------ | ------------ | ------------ | ------------ | ------ | ------ | ------ | ------ | ------ | ------ |
| Campionato   | .500      | 3       | 3       | 0       | 0       | 121     | 40      | 3            | 0            | 0            | 3            | 32           | 52           | 6      | 3      | 0      | 3      | 153    | 92     |
| Playoff      | .000      | 0       | 0       | 0       | 0       | 0       | 0       | 1            | 0            | 0            | 1            | 18           | 27           | 1      | 0      | 0      | 1      | 18     | 27     |
| Totale       | .429      | 3       | 3       | 0       | 0       | 121     | 40      | 4            | 0            | 0            | 4            | 50           | 79           | 7      | 3      | 0      | 4      | 171    | 119    |